# Konverterstation Bentwisch

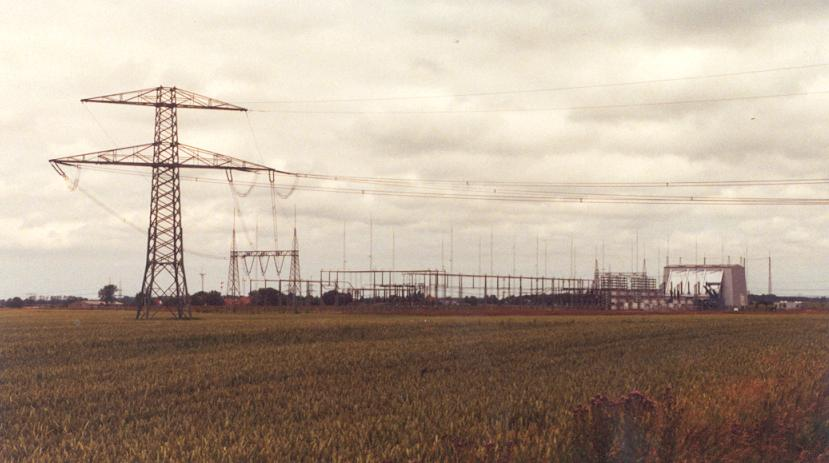
Stromrichterstation Bentwisch

Die Konverterstation Bentwisch ist eine 1996 in Betrieb genommene Stromrichterstation bei Bentwisch im mecklenburgischen Landkreis Rostock. Sie ist der südliche Endpunkt der HGÜ Kontek, die das Stromnetz Deutschlands und der ostdänischen Inseln verbindet. Die Kontek hat eine Übertragungskapazität von 600 MW bei einer Spannung von 400 kV und ist in ihrer gesamten Länge als Erd- oder Seekabel ausgeführt.
Die Anbindung der Konverterstation Bentwisch an das mitteleuropäische Stromnetz erfolgte bis 2002 über einen einzigen 380-kV-Drehstromkreis an das Umspannwerk Güstrow, der als Freileitung ausgeführt ist und bis zum vorletzten Mast zusammen mit dem 380-kV-Stromkreis von Güstrow zum Kraftwerk Rostock auf den gleichen Masten montiert war.
2002 wurde die Konverterstation Bentwisch um ein 380-kV/110-kV-Umspannwerk erweitert. Hierzu wurde eine einkreisige 110-kV-Leitung zum nur wenige hundert Meter nördlich gelegenen 220-kV/110-kV-Umspannwerk Bentwisch gebaut und die 380-kV-Leitung Güstrow–Kraftwerk Rostock in Höhe der Konverterstation Bentwisch aufgeschleift, so dass diese heute mit zwei 380-kV-Stromkreisen an das Umspannwerk Güstrow angebunden ist.
Seit 2014 erfolgt in der Konverterstation Bentwisch die Einspeisung der im Offshore-Windpark Baltic 2 erzeugten Energie, die in Form von Drehstrom mit einer Spannung von 150 kV angeliefert wird.
Im Zuge des Aufbaus des dänischen Windparks Offshore-Windpark Kriegers Flak wurde beschlossen, eine Leitungsverbindung über diesen zur dänischen Insel Seeland zu realisieren. Da die Stromnetze Seelands und Deutschlands nicht miteinander synchronisiert sind, ist die Zwischenschaltung einer HGÜ nötig, wobei diese entweder als Fernübertragung oder als Gleichstromkurzkupplung ausgeführt sein kann. Da auf den vorhandenen Offshore-Transformatorenstationen nicht genug Platz für einen HGÜ-Stromrichter vorhanden ist, wurde beschlossen, einen solchen in Form einer Kurzkupplung auf dem Areal der Konverterstation Bentwisch zu realisieren, obwohl diese Lösung gegenüber einer HGÜ-Fernübertragung vom Offshore-Windpark nach Bentwisch den Nachteil hat, dass sie mit höheren Verlusten verbunden ist, da Stromrichter einen Eigenbedarf und Übertragungsverluste haben, der bei kurzer Übertragungsentfernung zwischen den Stationen einen höheren Verlust bewirkt, als bei einer direkten Verbindung. Das Projekt mit einem Investitionsvolumen von rund 250 Millionen Euro feierte im Mai 2017 den ersten Spatenstich und im April 2018 Richtfest. Die Kosten werden zur Hälfte von der EU und zu je einem Viertel von den beiden beteiligten Netzbetreibern 50Hertz und Energinet.dk getragen.
Im Unterschied zum Stromrichter der HGÜ Kontek, der Thyristoren verwendet, benutzt der Stromrichter der Gleichstromkurzkupplung IGBTs. Die Kurzkupplung ist als bipolare Anlage mit einer Spannung von 140 kV im Gleichstromzwischenkreis ausgeführt und verfügt über eine Übertragungsleistung von 410 MW.